# Adonis y el Alfabeto
Adonis y el alfabeto es un libro publicado en 1956 por el ensayista inglés Aldous Huxley.

## Contenido
Propuso distintas ideas basadas en vivencias propias, ya sean viajes por zonas históricas y míticas o simplemente anécdotas de la vida cotidiana. Huxley no dudó en sostener soluciones para cuestiones que consideró realmente importantes y esenciales para el ser humano, tratándolas con gran cuidado y ahondando en ellas hasta en el mínimo detalle. En esta obra, Huxley, gracias a sus extensos saberes y su característico enfoque místico, dejó latente su gran poder para predecir el desarrollo de la humanidad, en ramas de la tecnología, economía, sociología, política, cultura, arte, religión, psicología, entre otras, basándose en la historia misma.
- Datos: Q5658231